# Copa Fraternidad 1980
La Copa Fraternidad 1980 fue la décima edición de la Copa Fraternidad Centroamericana, torneo de fútbol a nivel de clubes de Centroamérica avalado por la Concacaf y que contó con la participación de 12 equipos de la región.
El CD Broncos de Honduras fue el ganador de la fase final del torneo, por lo que se convirtió en el primer equipo de Honduras en ganar el título, mientras que el Aurora FC de Guatemala, campeón de la edición anterior, no participó del torneo.

## Equipos participantes
En cursiva los equipos debutantes en el torneo.
| País                | Equipo                                                | Vía de clasificación |
| ------------------- | ----------------------------------------------------- | --- |
| El Salvador 4 cupos | Santiagueño Águila FAS Alianza                        | Campeón de la Primera División 1979 Subcampeón de la Primera División 1979 Tercero de la Primera División 1979 Sexto de la Primera División 1979 |
| Guatemala 4 cupos   | Comunicaciones Cobán Imperial Municipal Suchitepéquez | Campeón de la Liga Nacional 1979 Subcampeón de la Liga Nacional 1979 Tercero de la Liga Nacional 1979 Cuarto de la Liga Nacional 1979            |
| Honduras 4 cupos    | Marathón UNAH Victoria Broncos                        | Campeón de la Liga Nacional 1979 Subcampeón de la Liga Nacional 1979 Tercero de la Liga Nacional 1979 Cuarto de la Liga Nacional 1979            |

## Primera ronda

### FAS - Marathón
| 20 de febrero de 1980 | Marathón | 1:2 | FAS              | Estadio Francisco Morazán, San Pedro Sula |  |
|                       | Carranza |     | González · Huezo |                                           |  |

| 5 de marzo de 1980 | FAS                                                                      | 8:0 (3:0) (Global 10:1) | Marathón | Estadio Cuscatlán, San Salvador |  |
|                    | Bou 14' · Huezo 32' · González 40, 87' · Recinos 54' · Erazo 67, 75, 80' |                         |          |                                 |  |

### Águila - Suchitepéquez
| 1980 | Águila | 4:3 | Suchitepéquez | Estadio Juan Francisco Barraza, San Miguel |  |

| 1980 | Suchitepéquez | 1:2 (Global 4:6) | Águila | Estadio Carlos Salazar Hijo, Mazatenango |  |

### Municipal - Santiagueño
| 1980 | Santiagueño | 2:1 | Municipal | Estadio Cuscatlán, San Salvador |  |

| 1980 | Municipal | 5:2 (Global 6:4) | Santiagueño | Estadio Mateo Flores, Ciudad de Guatemala |  |

### Broncos - Cobán Imperial
| 15 de marzo de 1980 | Broncos    | 1:0 (1:0) | Cobán Imperial | Estadio Nacional, Tegucigalpa |  |
|                     | Bailey 36' |           |                |                               |  |

| 1980 | Cobán Imperial | 0:0 (Global 0:1) | Broncos | Estadio José Ángel Rossi, Cobán |  |

### Alianza - Pumas UNAH
| 12 de marzo de 1980 | Pumas UNAH    | 1:1 | Alianza          | Estadio Nacional, Tegucigalpa |  |
|                     | Gregorio Soto |     | Roberto González |                               |  |

| 15 de marzo de 1980 | Alianza                 | 2:1 (1:1) (Global 3:2) | Pumas UNAH | Estadio Cuscatlán, San Salvador |  |
|                     | Páez 40' · Guerrero 66' |                        | Sambulá 3' |                                 |  |

### Comunicaciones - Victoria
| 1980 | Comunicaciones | 1:0 | Victoria | Estadio Mateo Flores, Ciudad de Guatemala |  |

| 1980 | Victoria | 1:3 (Global 1:4) | Comunicaciones | Estadio Ceibeño, La Ceiba |  |

## Segunda ronda

### FAS - Comunicaciones
| 6 de abril de 1980 | Comunicaciones | 2:1 | FAS     | Estadio Mateo Flores, Ciudad de Guatemala |  |
|                    | Pérez ?, ?'    |     | Ramírez |                                           |  |

| 1980 | FAS | 3:0 (Global 4:2) | Comunicaciones | Estadio Cuscatlán, San Salvador |  |

### Broncos - Municipal
| 6 de abril de 1980 | Broncos | 2:1 | Municipal | Estadio Nacional, Tegucigalpa |  |

| 1980 | Municipal | 2:2 (Global 3:4) | Broncos | Estadio Mateo Flores, Ciudad de Guatemala |  |

### Alianza - Águila
| 1980 | Águila | 2:3 | Alianza | Estadio Juan Francisco Barraza, San Miguel |  |

| 1980 | Alianza | 4:0 (Global 7:2) | Águila | Estadio Cuscatlán, San Salvador |  |

## Ronda final
El título de la Fraternidad se definió en formato de grupo jugando todos contra todos a un Triangular Final, el campeón fue el que consiguió la mayor cantidad de puntos.

### Partidos
| 1980 | Alianza | 0:0 | FAS | Estadio Cuscatlán, San Salvador |  |

| 1980 | FAS | 0:0 | Alianza | Estadio Cuscatlán, San Salvador |  |

| 8 de mayo de 1980 | Broncos | 0:0 | Alianza | Estadio Nacional, Tegucigalpa |  |

| 15 de mayo de 1980 | FAS | 0:0 | Broncos | Estadio Cuscatlán, San Salvador |  |

| 22 de mayo de 1980 | Broncos | 1:0 | FAS | Estadio Nacional, Tegucigalpa |  |

| 29 de mayo de 1980 | Broncos | 2:1 | Alianza | Estadio Nacional, Tegucigalpa |  |

### Clasificación
| Club    | PTS | PJ | PG | PE | PP | GF | GC | +/- |
| ------- | --- | -- | -- | -- | -- | -- | -- | --- |
| Broncos | 6   | 4  | 2  | 2  | 0  | 3  | 1  | +2  |
| Alianza | 3   | 4  | 0  | 3  | 1  | 1  | 2  | -1  |
| FAS     | 3   | 4  | 0  | 3  | 1  | 0  | 1  | -1  |

## Campeón
C.D. Broncos

Campeón
1º título